# Myra
Myra bylo antické město v tehdejší Lýkii na místě dnešního Demre (dříve Kale) v jihoturecké provincii Antalya. Město bylo pojmenováno podle řeky Myros (dnes Demre Çayi), která tu ústí do moře. Myra byla jedním ze šesti největších měst Lýkijské konfederace, bylo zde významné centrum kultu bohyně Artemidy Eleuthery (Kybelé), zničené zemětřesením roku 141. Myra byla sídlem biskupství a v pátém století se stala správním centrem Lýkie. Kolem roku 300 se zdejším biskupem stal svatý Mikuláš, nejznámější postava dějin města. Rovněž zde někdy mezi lety 343 a 354 zemřel. Roku 809 bylo město vyrabováno vojskem Hárúna ar-Rašída a ztratilo svůj předchozí význam. Za vlády Alexia I. (1081–1118) město dočasně dobyli Seldžukové, roku 1087 italští kupci odvezli z neklidné oblasti do Bari ostatky sv. Mikuláše. Trosky antické Myry časem pokryly nánosy řeky Demre, v 60. letech zde proběhly vykopávky pod vedením archeologa Jürgena Borchhardta.

## Odkazy

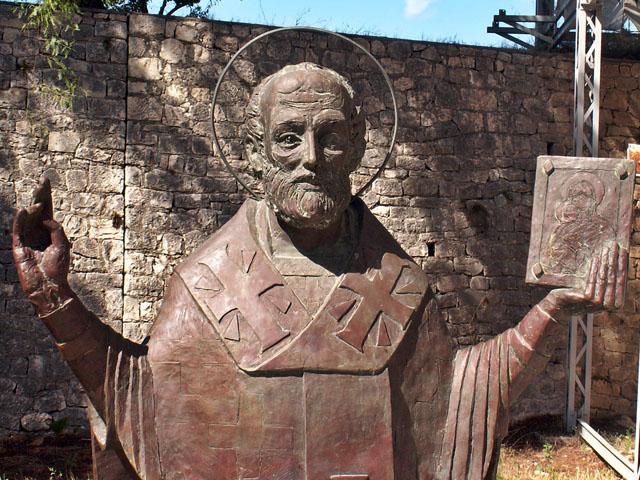
Nová socha sv. Mikuláše v Myře